# Egor Ursatii
Egor Ursatii (* 15. Januar 1983) ist ein moldauischer Badmintonspieler. 

## Karriere
Egor Ursatii war 1997 erstmals bei den nationalen Juniorentitelkämpfen in Moldau erfolgreich. Bereits ein Jahr später siegte er erstmals bei den Erwachsenen. Bis 2003 war er insgesamt zwölfmal bei den Junioren und siebenmal bei den Erwachsenen erfolgreich.

## Sportliche Erfolge
| Saison | Veranstaltung                   | Disziplin    | Platz | Name                            |
| ------ | ------------------------------- | ------------ | ----- | ------------------------------- |
| 1997   | Moldau: Juniorenmeisterschaften | Herrendoppel | 1     | Anton Ursu / Egor Ursatii       |
| 1998   | Moldau: Einzelmeisterschaften   | Herrendoppel | 1     | Maxim Karpenko / Egor Ursatii   |
| 1998   | Moldau: Juniorenmeisterschaften | Herreneinzel | 1     | Egor Ursatii                    |
| 1998   | Moldau: Juniorenmeisterschaften | Mixed        | 1     | Egor Ursatii / Nadia Litvinenko |
| 1998   | Moldau: Juniorenmeisterschaften | Herrendoppel | 1     | Egor Ursatii / Nihaenko         |
| 1999   | Moldau: Juniorenmeisterschaften | Mixed        | 1     | Egor Ursatii / Olga Kuzmenko    |
| 1999   | Moldau: Juniorenmeisterschaften | Herreneinzel | 1     | Egor Ursatii                    |
| 1999   | Moldau: Juniorenmeisterschaften | Herrendoppel | 1     | Egor Ursatii / Artur Troshin    |
| 1999   | Moldau: Einzelmeisterschaften   | Herreneinzel | 1     | Egor Ursatii                    |
| 1999   | Moldau: Einzelmeisterschaften   | Herrendoppel | 1     | Maxim Karpenko / Egor Ursatii   |
| 2000   | Balkanmeisterschaft U19         | Herrendoppel | 1     | Egor Ursatii / Alexandru Rosca  |
| 2000   | Moldau: Juniorenmeisterschaften | Herreneinzel | 1     | Egor Ursatii                    |
| 2000   | Moldau: Juniorenmeisterschaften | Mixed        | 1     | Egor Ursatii / Olga Kuzmenko    |
| 2000   | Moldau: Juniorenmeisterschaften | Herrendoppel | 1     | Egor Ursatii / Artur Troshin    |
| 2000   | Moldau: Einzelmeisterschaften   | Herreneinzel | 1     | Egor Ursatii                    |
| 2000   | Moldau: Einzelmeisterschaften   | Herrendoppel | 1     | Maxim Karpenko / Egor Ursatii   |
| 2001   | Moldau: Juniorenmeisterschaften | Herreneinzel | 1     | Egor Ursatii                    |
| 2001   | Moldau: Juniorenmeisterschaften | Herrendoppel | 1     | Egor Ursatii / Serghei Burdian  |
| 2002   | Moldau: Einzelmeisterschaften   | Herrendoppel | 1     | Maxim Karpenko / Egor Ursatii   |
| 2003   | Moldau: Einzelmeisterschaften   | Herrendoppel | 1     | Maxim Karpenko / Egor Ursatii   |